# Иордан
Иорда́н (ивр. הַיַרְדֵּן‎; араб. الأردن‎ (Эль-Урдун), также Эш-Шериа (араб. الشريعة‎)) — река на Ближнем Востоке. Берёт начало у подножия горы Хермон, вблизи соединения границ Сирии, Ливана и Израиля, протекает с севера на юг через Тивериадское озеро (озеро Кине́рет), впадает в бессточное Мёртвое море. Одна из основных водных артерий региона. Ресурсы бассейна реки используют пять стран: Сирия, Израиль, Палестина, Ливан и Иордания. Длина — 252 км, площадь бассейна — 18 тыс. км² (18300 км²).
Израильско-иорданский мирный договор 1994 года закрепил, что по Иордану проходит государственная граница между двумя странами, при этом Израиль поставляет воду из Иордана Иордании, а небольшой участок территории (так называемый «остров мира») в районе Нахараим был передан Израилем Иордании.
В древние времена в долине реки Иордан зеленели тропические леса, в прибрежных зарослях папируса водились гиппопотамы.
Согласно Ветхому Завету, Иисус Навин посуху перевёл еврейский народ между чудом расступившимися водами Иордана, тем самым завершив сорокалетнее скитание евреев по пустыне.
В христианстве Иордан — место проповеди Иоанна Предтечи и крещения Христа (Библия: Мф 3; Мк 1. 1-11; Лк 3. 1-22; Ин 1. 28-34).
Христиане относятся к Иордану как к священной реке: с византийской эпохи было распространено убеждение, что вода Иордана якобы исцеляет от болезней. Однако в настоящее время, в связи с загрязнённостью, купание в Иордане может быть опасно для здоровья.

## Происхождение названия
Среди учёных не сформировалось единого мнения по поводу происхождения названия реки.
Основа «Йар», выделяемая в названии нескольких рек региона (Яркон, Ярмук), с предположительным значением «река» может быть унаследована ивритом от древнего семитского или даже до-семитского субстрата; отмечается также гипотетическая возможность связать эту основу с древнееврейским названием Нила, др.-евр. יאר‬, «Йеор».
Распространена точка зрения о происхождении названия др.-евр. ירדן‬, «Йарде́н» — от общесемитского корня «йарад» («спускаться», «падать»). Существует версия, возводящая название к колену Данову, в уделе которого находится один из источников Иордана. Предлагаются и другие варианты этимологии из семитских языков: «канава», «шуметь» и т. п.
Это название упоминается как Jrdn в древнеегипетских папирусах X в. до н. э., Yārdon в XIII в. до н. э. (Папирус Анастази I), встречается в аккадских табличках амарнского архива XIV в. до н. э.
Некоторые исследователи (например, В. В. Иванов) высказывают предположения об индоевропейском происхождении названия реки. Оно могло сохраниться от индоиранцев или, скорее, «народов моря» (в частности — филистимлян), живших здесь в своё время. Сторонники этой версии во второй части гидронима выделяют индоевропейский корень *danu («влага, вода, река»), который присутствует в названиях рек Дунай, Днепр, Дон и т. д.

## Гидрография
Длина Иордана — 252 км, по другим данным — 223 км; площадь водосборного бассейна составляет около 18 000 км². Средний уклон — 1,85 м/км, на участке от озера Ху́ла до Тивериадского озера — 17,6 м/км. Река не судоходна на всём протяжении.
Иордан берёт начало на высоте 85 м, в 14 км севернее озера Хула, недалеко от кибуца Сде-Нехемия. Образуется слиянием трёх рек — Эль-Хасбани (Хацбани, Снир), Баниаси (Хермон) и Лиддани (Дан), текущих со склонов горы Хермон и составляющих 77 % вод бассейна Иордана. Эти реки начинаются на высоте около 2200 м.
Далее река течёт в направлении с севера на юг до самого устья.
Ниже по течению Сде-Нехемии Иордан разделяется на два канала, которые через несколько километров снова соединяются. Каналы были прорыты между 1950 и 1958 годами в рамках проекта по осушению долины озера Ху́ла. От места их соединения идёт канал до Моста дочерей Иакова (ивр. גשר בנות יעקוב‎ — ге́шер Бнот-Яако́в). Отсюда Иордан течёт в своём естественном русле, проходящем по дну базальтового ущелья, до впадения в Тивериадское озеро (ивритское название — озеро Кине́рет). На иврите этот участок реки называется Ярде́н а-Харари́ (дословно — «Горный Иордан»). Здесь река имеет наибольший уклон — 17,6 м/км. По ходу ущелья есть несколько порогов, что привлекает туристов-водников.
После выхода из ущелья, Иордан впадает в Тивериадское озеро (озеро Кинерет) — самое большое естественное водохранилище Израиля. Площадь озера около 170 км², объём — около 4 млрд м³. Вода озера солоновата из-за большого количества минеральных источников по его берегам, тем не менее, она пригодна для питья. На северо-западе в озеро погружена труба всеизраильского водопровода — по нему вода из озера поступает в густонаселённую центральную и безводную южную части страны. Уровень Тивериадского озера от года к году колеблется между 211 и 215 м ниже уровня моря.
Далее река течёт по Иорданской долине, расположенной между Тивериадским озером и Мёртвым морем. Иорданская долина, вместе с долиной Арава, входит в Сирийско-Африканский тектонический разлом, который тянется от Сирии до Восточной Африки. Здесь русло реки становится очень извилистым, а берега — высокими, в некоторых местах отвесными. Ширина реки доходит до сорока метров. Зимой, во время половодья, река подмывает берега, и это иногда приводит к обвалам, создающим серьёзные препятствия для водотока. На этом участке в Иордан впадает несколько рек, крупнейшие из которых — Ярмук и Сейль-эз-Зарка, или Яббок (левые притоки), и Харод (правый приток).
Примерно в 100 км к югу от Тивериадского озера Иордан впадает в Мёртвое море, являющееся одним из наиболее солёных озёр в мире. Побережье Мёртвого моря — самый низкий участок земной поверхности (420 м ниже уровня моря, и продолжает снижаться). В прошлом Иордан ежегодно приносил в Мёртвое море около 1300 млн м³ воды (что составляло около 66 % всего поступления воды в море), в настоящее время эта цифра уменьшилась до 20-200 млн м³ (80 %).

### Притоки
Реки, слияние которых образует Иордан:
справа
- Эль-Хасбани (Хацбани, Снир) — стекает с ливанской части горы Хермон. Попытки ливанского правительства перегородить реку для использования значительной части её вод в хозяйственных целях не раз приводили к трениям в ливано-израильских отношениях[16].

слева
- Баниаси (Хермон, Баниас) сливается с Лиддани (Дан, крупнейший из трёх[3]), после чего водоток принимает справа малую реку — Коруни[17].

Наиболее крупные притоки на участке между Тивериадским озером и Мёртвым морем:
- Ярмук — отделяет Иорданию от Сирии и Голанских высот.
- Сейль-эз-Зарка (Яббок)
- Харод

### Мощность потока Иордана и его притоков
Среднегодовой сток в устье реки Иордан и его наиболее крупных притоков:
| Река                        | Годовой сток (млн м³) |
| --------------------------- | --------------------- |
| Иордан                      | 850                   |
| Эль-Хасбани (Хацбани, Снир) | 117                   |
| Баниаси (Хермон, Баниас)    | 125                   |
| Лиддани (Дан)               | 252                   |
| Ярмук                       | 460                   |
| Сейль-эз-Зарка (Яббок)      | 54                    |
| Харод                       | 6                     |

Значительная часть вод этих рек используется Израилем и Иорданией в хозяйственных целях, из-за этого их современный годовой сток меньше естественного. Например, для Иордана этот показатель должен составлять 1,2—1,3 млрд м³ в год. В настоящее время государствами предпринимаются совместные усилия, направленные на восстановление реки в рамках ближневосточного мирного процесса.

## Упоминания в Библии

### В Ветхом Завете
Иордан многократно упоминается в Ветхом Завете как место совершения различных событий, в том числе чудесных.
Иордан был границей Земли Обетованной. Первое чудо произошло, когда израильтяне с Ковчегом Завета посуху перешли Иордан под руководством Иисуса Навина, напротив Иерихона (Нав. 3:15-17). Позднее два с половиной колена Израилева, которые поселились на восток от Иордана, построили большой жертвенник на его берегах, как «свидетель» между ними и другими коленами (Нав. 22:10-34). Иордан переходили посуху пророки Илия (4Цар. 2:8) и Елисей (4Цар. 2:14). Елисей чудесным образом исцелил Неемана, повелев ему омыться в реке (4Цар. 5:8-14), а кроме того, сделал так, чтобы топор одного из «сынов пророков» всплыл, бросив кусок дерева в воду (4Цар. 6:1-7).

### В Новом Завете
Согласно Новому Завету, Иисус Христос принял крещение в реке Иордан от Иоанна Крестителя.

## Галерея
- Верховья Иордана
- Иордан чуть южнее моста дочерей Иакова, перед впадением в Тивериадское озеро
- Иордан в Ярдените, где обычно погружаются в реку паломники-христиане
- Иордан в Вифаваре (Касир аль-Яхуд), предполагаемом месте крещения Иисуса
- Иордан в предполагаемом месте крещения Иисуса Христа в Вифаваре. На поверхности воды видна граница между Израилем (передний план) и Иорданией (задний план). На заднем плане также виден православный Храм Иоанна Предтечи (Крестителя)
- Место омовения паломников в предполагаемом месте крещения Иисуса Христа